# Ніколо-Прозорово
Ні́коло-Прозо́рово (рос. Николо-Прозорово) — селище у складі Митищинського міського округу Московської області, Росія.

## Населення
Населення — 39 осіб (2010; 11 у 2002).
Національний склад (станом на 2002 рік):
- росіяни — 91 %